# Takao Uematsu
Takao Uematsu (jap. 植松 孝夫, Uematsu Takao; * 16. April 1947 in der Präfektur Tokio) ist ein japanischer Fusion- und Jazzmusiker (Tenorsaxophon, auch Sopransaxophon und Bassklarinette).

## Leben und Wirken
Uematsu, der Autodidakt ist, begann mit 13 Jahren, Klarinette zu spielen, bevor er ans Tenorsaxophon wechselte. Er spielte 1965 bei Akira Ishikawa, dann bei Kiyoshi Sugimoto und um 1970 bei Takeshi Inomata, mit dessen Band Sound Ltd. erste Aufnahmen entstanden.
1970 nahm er mit Takashi Imai, Sadayasu Fujii, Yoshio „Chin“ Suzuki und George Otsuka sein Album Debut für das Label Three Blind Mice auf; 1971 legte er mit dem Saxophonisten Takeru Muraoka das Album Ride and Tie vor, an dem Yoshio Suzuki, Motohiko Hino und Hiromasa Suzuki mitgewirkt hatten; 1977 folgte die Fusion-Produktion Straight Ahead (Art Union), an der Arihide Kurata, Motohiko Hamase, Tatsuji Yokoyama, Mikio Masuda und Hitoshi Okano beteiligt waren. In den 1970er-Jahren arbeitete er weiterhin mit George Otsuka, Kiyoshi Sugimoto, Sunao Wada und im Terumasa Hino Sextet, mit dem er 1971 auf den Berliner Jazztagen gastierte. In den 1980er- und frühen 1990er-Jahren arbeitete er mit Shigeharu Mukai, Kazuo Yashiro, Takako Ueno, Takehiro Honda und Maki Asakawa. Im Bereich des Jazz verzeichnet Tom Lord zwischen 1970 und 1992 36 Aufnahmesessions.